# Chérif Souleymane
Soulegmane Cherif també conegut com a Chérif Souleymane (Kindia, Guinea, 20 d'octubre de 1944) és un exfutbolista Guineà.
Fou nomenat Futbolista africà de l'any el 1972 quan jugava al Hafia FC de Conakry. També fou internacional amb Guinea, amb la qual disputà el Jocs Olímpics d'Estiu de 1968. Actualment és Director Tècnic de l'Associació Guineana de Futbol